# Confédération générale des travailleurs du Liban
La Confédération générale des travailleurs du Liban (CGTL), en arabe :  الإتحاد العمالي العام في لبنان, est une confédération syndicale libanaise fondée en 1958. Elle est affiliée à la Fédération syndicale mondiale (FSM).

## Histoire
Le premier président de la confédération, Antoine Bechara, exerce ses fonctions de 1983 à 1991.
En 2017, le président du syndicat des employés du port de Beyrouth, Béchara Asmar, est élu à la tête de la CGTL.

## Organisations affiliées
- Fédération des syndicats des employés et des travailleurs de l’hôtellerie, de la restauration, de l’alimentation et du divertissement au Liban
- Fédération des syndicats des employés et des travailleurs du pétrole du Liban
- Fédération des syndicats des travailleurs agricoles
- Fédération des syndicats et des employés du Sud-Liban
- Fédération des syndicats du tabac et de la culture du tabac
- Syndicat des employés du port de Beyrouth
- Syndicat général des employés et travailleurs des télécommunications du Liban
- Syndicat des travailleurs et employés d’Electricité du Liban
- Ligue des syndicats et des employés de la République libanaise
- Fédération des syndicats de travailleurs et d’employés du gouvernorat de Nabatieh